# 满洲国国务总理大臣官邸

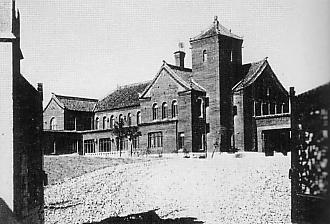
满洲国国务总理大臣官邸旧照

满洲国国务总理大臣官邸位于今中华人民共和国吉林省长春市西民主大街429号（原新京市西万寿大街），是为满洲国第二任国务总理大臣张景惠设计建造的官邸，也是继日本关东军司令官官邸之后，新京的第二大官邸建筑。官邸院落总占地约2万余平方米，由官邸主楼、花园、秘书官住宅、侍卫官宿舍及其它附属设施组成。官邸由满洲国营缮需品局设计，户田组包工，于1936年动工，次年建成。官邸主楼地上二层，地下一层，建筑面积1791平方米。主楼的红褐色面砖与屋顶琉璃瓦的颜色非常接近，整个建筑以转角处高耸的单檐四角攒尖顶塔楼作为构图的中心，两侧以琉璃檐山花与塔楼相呼应，形成一座风格独特的“满洲式建筑”。官邸主楼一层有前厅、大型会议厅、接待、餐饮等服务用房，二层是张景惠的办公及家属生活区域。官邸外观现保持完好，由吉林省军区八一招待所使用，被定为长春市级文物保护单位。2014年公布为省级文物保护单位。